# Анрі Лабруст
Анрі Лабруст (фр. Pierre François Henri Labrouste; 11 травня 1801 — 24 червня 1875). Видатний французький архітектор, один із перших, хто почав використовувати в архітектурі досягнення промислової революції. У своїх теоретичних та практичних працях заклав основи архітектурного раціоналізму та Модернізму ХХ століття.

## Ранні роки
Анрі Лабруст народився 11 травня 1801 року в Парижі у сім'ї юриста Франсуа-Марі Лабруста, котрий брав активну участь у політичному житті післяреволюціної Франції. У 1809 році пішов на навчання до коледжу Св. Варвари, а у 1819 був зарахований до Королівської школи Красних мистецтв. З 1823 року, став працювати молодшим наглядачем на будівництві під керівництвом відомого французького архітектора Ет'єна-Іполіта Годде. Поворотним моментом творчого шляху Лабруста став 1824 рік, коли він здобув Римську премію — нагороду що присуджувалась діячам культури та мистецтва Франці і давала можливість безкоштовного проживання у Римі на Віллі Медічі.

## Роки у Римі
Протягом п'яти років перебування в Італії, Лабруст займався дослідженнями пам'яток античності та спробами їх гіпотетичної реконструкції. Однак, вивчаючи давньоримські та давньогрецькі руїни, він став поступово цікавитись не лише їх образною, але і конструктивною стороною. Лабруст був одним із перших хто виявив кольорове отинькування давньогрецьких храмів та, що ще важливіше, дійшов висновку, що їх архітектура сформувалась як відтворення в камені конструкції характерної для будівництва древніших, ще дерев'яних храмів. Це відкриття про форму як відображення конструкції, а не просто створення красивого естетичного образу, докорінно змінило уявлення Лабруста про зміст роботи архітектора.

## Роки у Парижі
Повернувшись до Парижу, Лабруст у 1830 році засновує свою власну проєктувальну майстерню та школу архітекторів, навчання в якій відводило головну роль конструктивній доцільності, функціональності та раціональності. Саме Лабруст сформулював фразу, яка згодом стала головним гаслом Модернізму та функціоналізму в архітектурі ХХ століття про те що «форма завжди повинна слідувати функції». Явна відмінність школи Лабруста від академічних принципів школи Красних мистецтв вилилась у гостру боротьбу, наслідком якої було його усунення від крупних замовлень. У 1836 році він одружується та виконує ряд проектів для міста Лозанни, які однак не були реалізовані, а реальна практика сконцентрувалась на багатих надгробках паризького цвинтаря Монпарнас. Лише у січні 1838 року, Анрі Лабруст був призначений архітектором Міністерства громадських робіт, а в жовтні того ж року йому було замовлено проект нової будівлі бібліотеки Св. Женев'єви.

## Бібліотека Святої Женев'єви

Інтер'єр бібліотеки Святої Жерев'єви

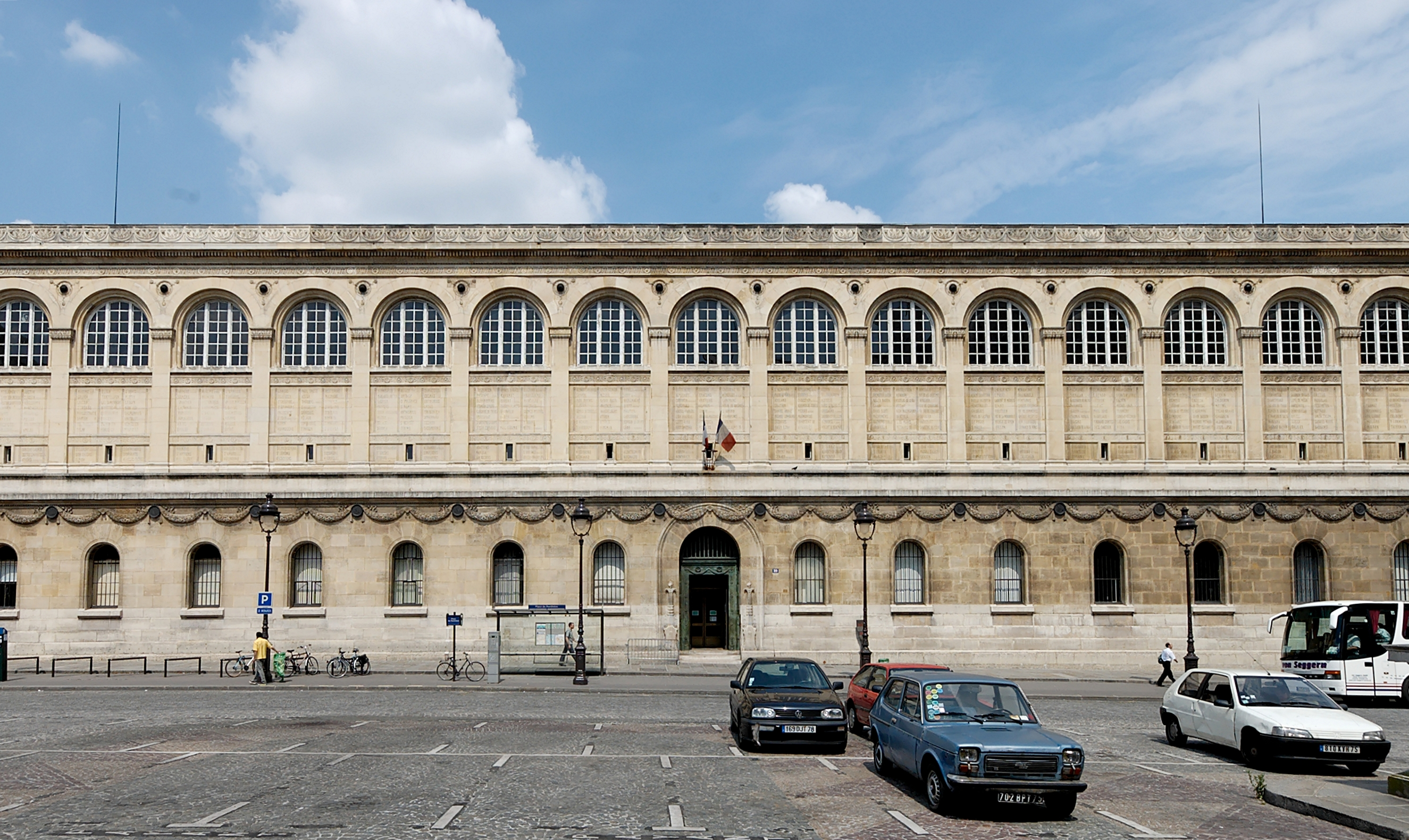
Фасад бібліотеки Святої Жерев'єви з боку площі Пантеону у Парижі

Бібліотека Святої Женев'єви, була побудована в період між 1843—1851 роками і стала найранішим зразком раціоналістичного мислення та впливу промислової революції в архітектурі. Хоча зовні, споруда вирішена у формах традиційної академічної класики, внутрішня структура утворена із сміливої конструкції із чавуну та кованого заліза — матеріалів, які до того використовувались лише для спорудження фабрик та парових машин. Тонкі, видовжені вгору металічні колони та ажурні арки, давали можливість максимально звільнити інтер'єр від несучих конструкцій. Високохудожня інтерпретація цих «машинних» матеріалів у монументальній громадській споруді стала непересічним внеском Лабруста в історію архітектури. Вона відкрила сторінку взаємопроникнення промисловості і мистецтва, що у подальшому стала суттю явища Модернізму в культурі XX століття.